# Karel Kašpar Rohan z Rochefortu
Karel Ludvík Kašpar, kníže Rohan z Rochefortu (francouzsky Charles Louis Gaspard de Rohan, Prince de Rochefort, 1. listopadu 1765 – 7. března 1843) byl francouzský šlechtic z rodu Rohanů z Rochefortu.

## Sňatek
V roce 1780 se oženil se svou sestřenkou Marií Luisou Josefinou, dcerou Jindřicha Ludvíka z Rohanu, knížete z Guéméné, sestrou Karla Alana z Rohanu.